# Chyliza limpidipennis
Chyliza limpidipennis är en tvåvingeart som beskrevs av Friedrich Georg Hendel 1913. Chyliza limpidipennis ingår i släktet Chyliza och familjen rotflugor.
Artens utbredningsområde är Taiwan. Inga underarter finns listade i Catalogue of Life.